# Canna glauca
Canna glauca es una planta perenne, herbácea y rizomatosa, con tallos de hasta 1,5 m de altura, perteneciente a la familia Cannaceae. En Argentina se la denomina achira, nombre que comparte en general con las especies del mismo género.

## Descripción
Presenta hojas glaucas, estrechamente ovadas, de 30-70 x 3–15 cm, con la base cuneada y el ápice agudo o estrechándose gradualmente. Las inflorescencias en racimos simples o ramificados, con cincinos de 2 flores. Flores de color amarillo puro, cortamente pediceladas, de 7,5–10 cm de longitud. Sépalos estrechamente elíptico-triangulares, de 1,2–2 cm de largo; pétalos erectos, de 5–9 cm de longitud. Tubo de 1–2 cm de largo. Estaminodios 4, de estrechamente elípticos a estrechamente ovados, de 7,5–10 cm de longitud, a veces con el ápice hendido; labelo muy reflejo, linear, más o menos igual a los otros estaminodios. El fruto es una cápsula de globosa a elipsoide, de 2 a 5 cm de largo.

## Distribución
Es nativa de Estados Unidos, Costa Rica, El Salvador, Guatemala, Honduras, México, Nicaragua, Panamá, Bolivia, Brasil, Colombia, Ecuador, Paraguay y Argentina. 
Es nativa de los humedales de América tropical y se introdujo en Inglaterra en 1730. También se naturalizó en Sri Lanka, Tailandia, Vietnam, Java y Filipinas.

## Sinonimia
| - Canna angustifolia L. - Canna elegans Raf. - Canna hassleriana Kraenzl. - Canna lanceolata Lodd. - Canna liturata Link ex A.Dietr. - Canna mexicanna A.Dietr. - Canna pedicellata C.Presl | - Canna pruinosa Hoffmanns., Verz. Pfl.-Kult. - Canna schlectendaliana Bouché - Canna siamensis Kraenzl. - Canna stolonifera D.Dietr. - Canna stricta Bouché - Canna 'Louisiana canna' - Canna 'Mexicanna' |